# 扶筐七
天龍座51，又名BD+53 2178，HD 178207、SAO 31371、HR 7251，是天龍座的一颗恒星，视星等为5.38，位于銀經83.76，銀緯19.56，其B1900.0坐标为赤經19h 2m 40.3s，赤緯+53° 19.56′ 35″。